# Miloň Terč
Miloň Terč (* 31. července 1947, Písek) je český kameraman, zakladatel a producent Filmové akademie Miroslava Ondříčka v Písku a ředitel Soukromé vyšší odborné školy filmové v Písku.

## Životopis
Písecký rodák Miloň Terč se narodil 31. července roku 1947. Po základní škole absolvoval píseckou Střední všeobecně vzdělávací školu, obor matematicko-fyzikální (dnes gymnázium). Po maturitě studoval v letech 1966 až 1969 na stavební fakultě Českého vysokého učení technického v Praze. V roce 1971 byl přijat na Filmovou fakultu Akademie múzických umění v Praze, obor filmový a televizní obraz.
Po řádném absolvování studia byl v roce 1975 přijat jako kameraman ve Filmovém studiu Gottwaldov (dnes Zlín). Po úspěšném konkurzu se stal v roce 1990 generálním ředitelem Ateliérů Zlín, a.s. a v této funkci pracoval do roku 1995. Významným výsledkem působení Miloně Terče ve funkci generálního ředitele bylo založení Filmové školy Zlín v roce 1992. Přivedl do ní takové osobnosti jako byl kameraman Miroslav Ondříček, režisér Jan Schmidt, Formanův dvorní fotograf Jaromír Komárek, kameraman Emil Sirotek, filmový architekt Jindřich Goetz, režisér Dušan Trančík, mim Ctibor Turba a řada dalších. Do roku 1995 byl jejím prvním ředitelem.
V roce 1996 dozrál nápad a společně s manželkou Vladanou založil a vedl Soukromou vyšší odbornou školu filmovou v Písku. V roce 2004 byla z podnětu Miloně Terče založena vysoká škola nesoucí název Filmová akademie Miroslava Ondříčka v Písku a stal se jejím ředitelem.
Jako kameraman natočil 223  dokumentárních a populárně vědeckých filmů a 21 autorských dokumentů. Natočil např. film: Rozpustilí bráškové (1981); Kuře (1986); Jinak to nevidím (1988) aj. Je také producentem filmů Freonový duch (1990); Rekviem pro panenku (1991), Artuš, Merlin a Prchlíci (1994) a řady dalších.
Za svoji tvorbu získal ceny jak na domácích, tak i zahraničních festivalech, např. Arsfilm Kroměříž, Academia film Olomouc, FDT Krakov, IFTD Kranj  a dalších. Je držitelem prémie Českého literárního fondu.
V současné době se věnuje zejména filmové produkci na Filmové akademii Miroslava Ondříčka v Písku a dalšímu rozvoji této vysoké školy.